# Diocesi di Parnaíba
La diocesi di Parnaíba (in latino: Dioecesis Parnaibensis) è una sede della Chiesa cattolica in Brasile suffraganea dell'arcidiocesi di Teresina. Nel 2021 contava 497.640 battezzati su 585.459 abitanti. È retta dal vescovo Edivalter Andrade.

## Territorio
La diocesi comprende 29 comuni dello stato brasiliano di Piauí: Parnaíba, Batalha, Bom Princípio do Piauí, Brasileira, Buriti dos Lopes, Cajueiro da Praia, Caraúbas do Piauí, Caxingó, Cocal, Cocal dos Alves, Domingos Mourão, Esperantina, Ilha Grande, Joaquim Pires, Joca Marques, Lagoa de São Francisco, Luís Correia, Luzilândia, Madeiro, Matias Olímpio, Milton Brandão, Morro do Chapéu do Piauí, Murici dos Portelas, Pedro II, Piracuruca, Piripiri, São João da Fronteira, São João do Arraial e São José do Divino.
Sede vescovile è la città di Parnaíba, dove si trova la cattedrale di Nostra Signora della Grazia (Nossa Senhora da Graça).
Il territorio si estende su 20.839 km² ed è suddiviso in 37 parrocchie, raggruppate in 3 vicariati zonali: Norte, Sul I e Sul II.

## Storia
La diocesi è stata eretta il 16 dicembre 1944 con la bolla Ad dominici gregis di papa Pio XII, ricavandone il territorio dalla diocesi di Piauí (oggi arcidiocesi di Teresina).
Originariamente suffraganea dell'arcidiocesi di São Luís do Maranhão, il 9 agosto 1952 è entrata a far parte della provincia ecclesiastica dell'arcidiocesi di Teresina.
Il 12 giugno 1975 ha ceduto una porzione del suo territorio a vantaggio dell'erezione della diocesi di Campo Maior.

## Cronotassi dei vescovi
Si omettono i periodi di sede vacante non superiori ai 2 anni o non storicamente accertati.
- Felipe Benito Condurú Pacheco † (7 febbraio 1946 - 17 gennaio 1959 dimesso[1])
- Paulo Hipólito de Souza Libório † (20 giugno 1959 - 23 aprile 1980 dimesso)
- Edvaldo Gonçalves Amaral, S.D.B. (2 settembre 1980 - 24 ottobre 1985 nominato arcivescovo di Maceió)
- Joaquim Rufino do Rêgo † (25 marzo 1986 - 21 febbraio 2001 ritirato)
- Alfredo Schäffler (21 febbraio 2001 succeduto - 24 agosto 2016 ritirato)
- Juarez Sousa da Silva (24 agosto 2016 succeduto - 4 gennaio 2023 nominato arcivescovo di Teresina)
- Edivalter Andrade, dall'8 novembre 2023

## Statistiche
La diocesi nel 2021 su una popolazione di 585.459 persone contava 497.640 battezzati, corrispondenti all'85,0% del totale.
| anno | popolazione | popolazione | popolazione | presbiteri | presbiteri | presbiteri | presbiteri                | diaconi | religiosi | religiosi | parrocchie |
| anno | battezzati  | totale      | %           | numero     | secolari   | regolari   | battezzati per presbitero | diaconi | uomini    | donne     | parrocchie |
| ---- | ----------- | ----------- | ----------- | ---------- | ---------- | ---------- | ------------------------- | ------- | --------- | --------- | ---------- |
| 1950 | 259.000     | 260.000     | 99,6        | 15         | 9          | 6          | 17.266                    |         | 6         | 33        | 13         |
| 1966 | 352.000     | 353.000     | 99,7        | 25         | 15         | 10         | 14.080                    |         | 10        | 38        | 14         |
| 1970 | 410.000     | 410.000     | 100,0       | 24         | 13         | 11         | 17.083                    |         | 13        | 66        | 15         |
| 1976 | 527.850     | 586.580     | 90,0        | 20         | 11         | 9          | 26.392                    |         | 13        | 50        | 15         |
| 1980 | 370.000     | 412.000     | 89,8        | 10         | 10         |            | 37.000                    |         | 3         | 42        | 13         |
| 1990 | 458.000     | 510.000     | 89,8        | 24         | 15         | 9          | 19.083                    |         | 14        | 56        | 14         |
| 1999 | 530.000     | 590.000     | 89,8        | 32         | 22         | 10         | 16.562                    |         | 13        | 61        | 19         |
| 2000 | 445.000     | 505.000     | 88,1        | 30         | 19         | 11         | 14.833                    |         | 14        | 61        | 19         |
| 2001 | 460.000     | 521.400     | 88,2        | 38         | 26         | 12         | 12.105                    |         | 15        | 66        | 20         |
| 2002 | 520.000     | 550.000     | 94,5        | 40         | 28         | 12         | 13.000                    |         | 14        | 58        | 22         |
| 2003 | 495.000     | 550.000     | 90,0        | 39         | 27         | 12         | 12.692                    |         | 14        | 49        | 22         |
| 2004 | 495.000     | 550.000     | 90,0        | 37         | 24         | 13         | 13.378                    |         | 15        | 53        | 22         |
| 2013 | 510.000     | 618.000     | 82,5        | 47         | 37         | 10         | 10.851                    |         | 12        | 53        | 28         |
| 2016 | 522.000     | 633.000     | 82,5        | 50         | 37         | 13         | 10.440                    | 11      | 16        | 55        | 29         |
| 2019 | 534.000     | 648.000     | 82,4        | 57         | 43         | 14         | 9.368                     | 13      | 16        | 49        | 37         |
| 2021 | 497.640     | 585.459     | 85,0        | 51         | 38         | 13         | 9.757                     | 13      | 13        | 26        | 37         |